# Skrälingar
För svampsläktet, se Skrälingar (svampar)

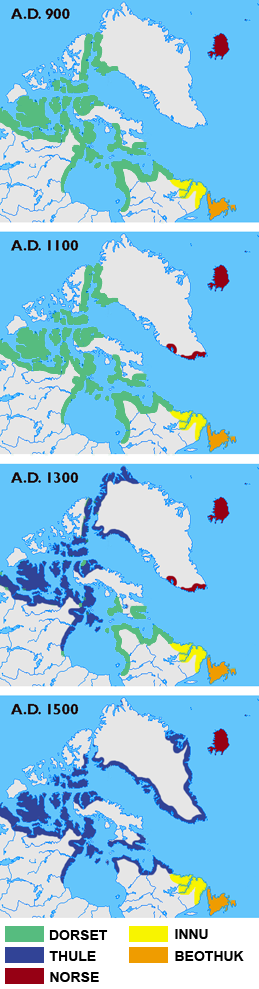
Nordbor och skrälingar 900-1500. Grönt = Dorsetkulturen. Blått = Thulekulturen. Rött = Nordmän. Gult = Innu. Orange = Beothuk.

Skrälingar är den forntida beteckningen på inuiter (även kallade eskimåer) som användes av nordmän. Även urinvånare på Vinland i Amerika, det vill säga indianer, kallades skrälingar i Erik den rödes saga och Grönlänningasagan.

## Etymologi
Ordet skräling är det enda ord som överlevt till nutiden av den gammalnorska dialekt som talades på Grönland. På modern isländska betyder det barbar, men på färöiska betyder det urinnevånare i Grönland eller Kanada. Etymologin är osäker, men den mest sannolika förklaringen är att det kommer från det gammalnorska ordet "skrá" som betyder "skinn". Inuiter och andra ursprungsfolk i trakten klädde sig i djurhudar, till skillnad från nordborna som klädde sig i ylle.
Teorin att ordet är besläktat med "skral" (isländska "skrælna") är däremot knappast riktig. Detta ord förekommer nämligen inte i medeltida norska texter, såsom de isländska sagorna, utan är ett lånord från 1600-talet från lågtyskan till de skandinaviska språken. I de medeltida texterna används ordet inte nedsättande.
Grönlänningarnas namn på sig själva är kalaallit (singularis kalaaleq), vilket kan återgå på det norska skräling[källa behövs] (kombinationen skr är okänd i inuitspråket) eller på det norska klæði (kläder).

## Kontakter mellan nordbor och skrälingar
Nordiska kolonister slog sig ner på Vinland kort efter att kontinenten upptäckts, i början på 1000-talet. Enligt sagorna rådde till en början fred mellan nordmän och skrälingar. De var nyfikna på varandra och bedrev i viss mån handel. I utbyte mot rött tyg fick nordmännen skinnvaror. Däremot vägrade de att handla med vapen. Snart råkade de båda grupperna emellertid i strid med varandra, till följd av missförstånd, girighet och överilade handlingar. Nordmännen var fåtaliga och efter ett par år tvingades de överge sin bosättning.
Till Grönland kom de första vikingarna i slutet av 900-talet och på 1100- och 1200-talet fanns vikingabosättningar på Grönland. Från 1000-talet invandrade inuiter från norra Nordamerika till Grönland och bredde ut sig i norr och öster. Omkring år 1500 upphörde vikingarnas sista bosättning på Grönland.

## Nordmännens attityd
Nordmännens attityd till skrälingarna var inte generös. De beskrivs som små, fula varelser med besynnerligt hår, stora ögon och breda kindknotor. De ansågs kunna slås ihjäl utan samvetsbetänkligheter. Skelettfynd visar att något ingifte med skrälingarna inte förekom, trots stor brist på kvinnor.
Det finns bevis för att nordmännen skall ha tagit med sig minst en kvinna tillbaka till Island. Detta vet man då man kan hitta delar av en specifik DNA-sekvens som endast finns hos kvinnor från Nordamerikas urinvånare i ett litet antal av Islands invånare. Man vet att alla de islänningar som har denna DNA-sekvens har en gemensam släkting från vikingatiden, eftersom DNA-sekvensen bara förs vidare från moder till dotter.